# SSB ZT 4
Der ZT 4 (interne Bezeichnung: S-ZT 4.1; nach Bauer Typ 33) ist ein meterspuriges Triebfahrzeug der Stuttgarter Straßenbahnen (SSB), das zwischen 1982 und 2023 auf der Strecke der Zahnradbahn Stuttgart eingesetzt wurde und durch die Nachfolgebaureihe ZT 4.2 abgelöst wurde. Die Bezeichnung „ZT 4“ steht für „Zahnrad-Triebwagen mit vier Achsen“. Der Zahnradantrieb ist für eine einlamellige, leiterförmige Zahnstange nach dem System Riggenbach in Gleismitte und auf gleicher Höhe mit der Schienenoberkante konstruiert.

## Vorgeschichte
In den 1970er Jahren bestand das Rollmaterial der Stuttgarter Zahnradbahn aus fünf, zum Teil rund 40 Jahre alten, Triebwagen (101–105) und fünf Vorstellwagen aus der Eröffnungszeit (116–120). Das hohe Alter der Fahrzeuge, die es meist bereits auf weit über eine Million Laufkilometer gebracht hatten, und der zunehmende Mangel an Ersatzteilen führten zu immer kürzeren Wartungsintervallen der elektrischen und mechanischen Teile und immer häufigeren Ausfällen. 1974 musste bereits der Triebwagen Nummer 102 ausgemustert werden. Nicht zuletzt verursachten die Fahrzeuge einen beträchtlichen Lärm und waren in Ausstattung und Fahrkomfort nicht mehr zeitgemäß. Der Hintergrund der Überalterung des Fahrzeugparks war, dass die bereits 1959/60 geplant gewesene Beschaffung neuer Wagen gestoppt worden war, weil die SSB gleichzeitig dringend neue Straßenbahnwagen beschaffen musste, um überalterte Vorkriegswagen abzulösen. In den folgenden Jahren gab es keine Fördergelder für meterspurige Wagen. Außerdem litten die SSB ihrerseits unter der wirtschaftlichen Situation und der nach wie vor anwachsenden Konkurrenz durch den Individualverkehr und waren so zu einem konsequenten Sparkurs gezwungen, weshalb sie den kostengünstigeren Ein-Mann-Betrieb auf allen Linien anstrebten. 1978 entschlossen sie sich daher zur Beschaffung neuer, größerer Triebwagen mit der Kapazität eines bisherigen Zuges und damit zum endgültigen Verzicht auf Vorstellwagen.
Hinzu kamen verschärfend rechtliche und wirtschaftliche Probleme: der Einsatz von Wagen mit Holzaufbauten war nach Straßenbahn-Bau- und Betriebsordnung (BOStrab) nur noch mit Ausnahmegenehmigung zulässig, eine Automatisierung der Türen bzw. ein Verschließen der Plattformen wäre zumindest bei den Vorstellwagen nicht oder nur mit hohem Aufwand möglich gewesen. Doch selbst bei automatischen Türen und dem damit möglichen Wegfall des Schaffners hätte man bei den Vorstellwagen auf den Bremser nicht verzichten können, da der Triebfahrzeugführer vom talseitig angeordneten Triebwagen aus die Strecke nicht überblicken konnte.

## Entwicklung
Der ZT 4 wurde 1979 nahezu zeitgleich mit den ersten drei Stadtbahn-Prototypen von den SSB in Auftrag gegeben. Da die Firma MAN für den Aufbau und den mechanischen Teil beider Fahrzeugtypen verantwortlich zeichnete, bot es sich auch zwecks Vereinheitlichung des Fuhrparks an, auf die gewonnenen Erkenntnisse der Stadtbahnwagenentwicklung zurückzugreifen. Das Fahrzeug hat die äußere Form und das Aussehen eines halbierten DT 8 nach dem Entwurf des Designerbüros Lindinger & Partner, jedoch mit zwei Führerständen, die Innenraumaufteilung erfolgte nach dem später auch für die Stadtbahn-Serienfahrzeuge übernommenen Schema der Prototypen 1 und 3. So entstand als „Nebenprodukt“ des Stadtbahnwagens ein vierachsiger Solotriebwagen.
Da die Zahnradbahn von Anfang an nicht als Straßenbahnstrecke, sondern als Eisenbahn mit entsprechend dimensionierten Fahrzeugen konzipiert war, wirkte sich auch die vermeintliche Überbreite der Meterspurwagen von 2,65 Metern kaum nachteilig aus. Auch die Überschreitung der geplanten Leermasse der Wagen um vier Tonnen auf 33 Tonnen wirkte sich nicht deutlich auf die Tragfähigkeit der Brücken aus.

## Technik

### Antrieb

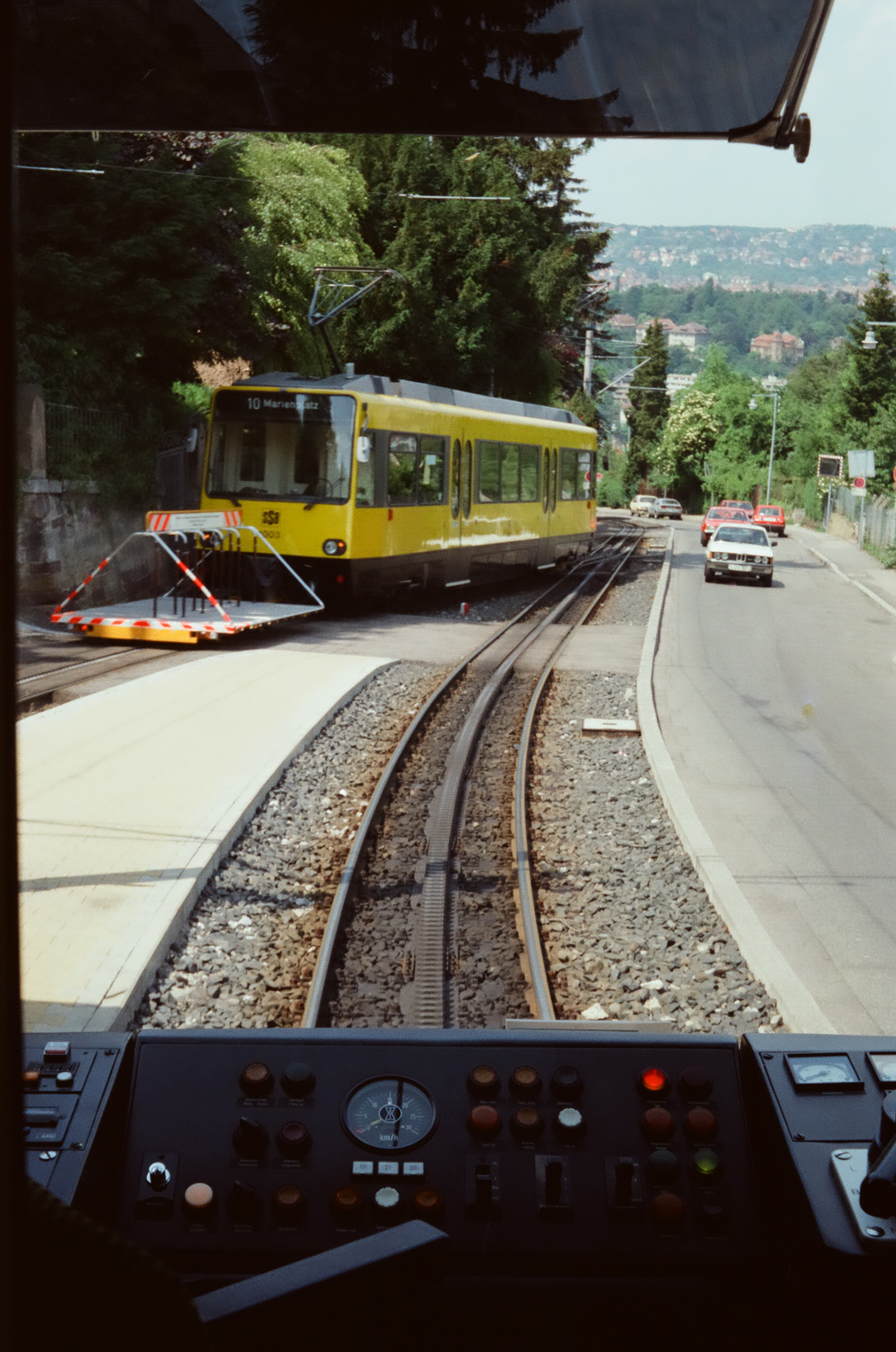
Blick aus dem Führerstand eines neuen ZT 4 auf einen weiteren an der Wielandshöhe (1983)

Der Antrieb der ZT 4 erfolgte durch zwei quer zur Fahrtrichtung liegende Mischstrom-Reihenschlussmotoren über ein Getriebe nur auf das Antriebszahnrad, das sich ohne kraftschlüssige Verbindung an der jeweils talseitigen Achse eines Drehgestells befindet (Näheres siehe bei Besonderheiten). Die Drehgestelle stammen von der Schweizerischen Lokomotiv- und Maschinenfabrik Winterthur (SLM) und verfügen über keinen Drehzapfen. Der Wagenkasten stützt sich über zwei Gummi-Metall-Schichtfedern als Querträger ab, die Längskräfte wurden von außen liegenden Längslenkern übernommen.
Zur Vereinfachung der Wartung und um Standzeiten zu verkürzen beschaffte die SSB außerdem ein zusätzliches Reservedrehgestell. Jeweils eines der Drehgestelle wurde üblicherweise ständig in der Hauptwerkstatt der SSB gewartet und im Wechsel in die drei Wagen eingebaut. Üblicherweise jede Woche wechselte der Fahrzeugeinsatz um einen Wagen weiter.
Technisch sind die Fahrzeuge doppeltraktionsfähig, was im regulären Fahrgastbetrieb aus verschiedenen Gründen, insbesondere der unzureichenden Haltestellenlänge, nie gemacht wurde. Betrieblich nötig war die Doppeltraktionsfähigkeit zum beidseitigen Abschleppen durch einen weiteren Wagen. Außerdem konnten die Fahrzeuge so durch die Nachfolgegeneration geschleppt werden.

### Bremssysteme
Der ZT 4 besitzt drei voneinander unabhängige Bremssysteme. Als Haupt- und Betriebsbremse dient die generatorische Widerstandsbremse, die eine Rückspeisung der Bremsenergie ins Leitungsnetz bei Anwesenheit eines Abnehmers ermöglicht. Dies ist in der Regel der zweite eingesetzte Wagen. Außerdem dient die Fahrleitung der Zahnradbahn zum Leistungsausgleich zwischen den Talquerlinien (Degerloch) und den Tallängslinien (Marienplatz) der Stadtbahn Stuttgart, so dass ein Stromverbundnetz vorliegt. Außerdem sind zwei mechanische Federspeicherbremsen (Klinkenbremse und Getriebebremse, beides hydraulische Federspeicherbremsen) vorhanden, die im unteren Geschwindigkeitsbereichen durch den Fahrer manuell betätigt wurden. Eine davon ist als Klinkenbremse zur Rücklaufsicherung bei Bergfahrt ausgeführt. Die Funktion ähnelt etwa einer Kombination von einem Fliehkraftregler mit einer Rücktrittbremse, wie man sie vom Fahrrad kennt. Typisch für die Klinkenbremse war bei der Bergfahrt das klickende Geräusch der Rastnasen in der Bremstrommel, wo sie an einer mechanischen Kulisse entlangglitten. Bei der Talfahrt spreizten sich die Rastnasen hingegen durch die Umdrehung der Räder so weit von ihrer Achse ab, dass sie im Luftraum der Trommel rotierten, ohne anzustoßen. Würde die Geschwindigkeit talwärts ein gewisses Maß überschreiten, berühren die Rastnasen die Kulisse und greifen dort ein. Durch einen Öldämpfer abgemildert würde das Fahrzeug dann zum Stillstand gebracht. Die eigentliche Bremswirkung erfolgte dabei durch die mechanische Reibungsbremse auf die Hauptzahnräder. Bei der Bergfahrt wurde grundsätzlich mit der Hangabtriebskraft angehalten; hier dient die mechanische Bremse nur als Feststellbremse.

### Besonderheit
Damit Schienenfahrzeuge bei einer normalen Reibungsbahn den geometrisch idealen Sinuslauf auf dem Gleis erzielen können, sind üblicherweise Räder und Achswellen fest miteinander verbunden, genannt Radsatz. In den Gleisbögen führt dies zum geringfügigen intervallartigen Gleiten des jeweils einen Rades („Schlupf“), wird aber wegen der Vorteile im geraden Gleis hingenommen. Bei einem Zahnradbahnfahrzeug käme es selbst in der Geraden zum ständigen Schlupf, weil sich der Durchmesser der Laufräder durch Abnutzung verkleinern würde, während der Durchmesser des Zahnrades immer genau der gleiche bleibt. Denn das Zahnrad nützt sich nur an den talseitigen Flanken der Zähne ab, nicht an deren Spitze. Die Folge wäre, dass das Laufrad so gut wie nie die gleiche Geschwindigkeit am Umfang hätte wie das Zahnrad. Die weitere Folge wäre ein enorm hoher Verschleiß an der Oberfläche von Laufrädern und Schienen.
Um dies zu umgehen, sitzt das Hauptzahnrad (Ritzel) lose auf der Achswelle. Damit erfolgte die Umdrehung des Hauptzahnrades jeweils exakt synchron zur Zahnstange, ohne Irritation durch die Laufräder. Alle Radsätze und Laufräder des Wagens liefen somit ohne Antrieb mit. Dadurch ist auch eine Fahrt durch den Gleisbogen ohne Ruckeln möglich, was das Sicherheitsgefühl bei einer Zahnradbahn stärkt.
Weiter ist das Hauptritzel auf der Achswelle federnd angeordnet. So übertrugen sich Unebenheiten im Gleis, Schwingungen im Fahrzeuglauf oder Schwankungen des Wagenkastens, etwa bei starkem Andrang von Fahrgästen, nicht auf das Hauptritzel. Dadurch griff das Ritzel ständig mit gleichbleibender Tiefe in die Zahnstange, was für die gleichmäßige Kraftübertragung und Flächenbelastung der Zähne wichtig ist. Antrieb und Bremsung erfolgten nur durch die beiden Hauptritzel. Bei der starken Neigung der Zahnradbahn wären Antrieb oder Bremsung über die Laufräder ohne Belang. Die Achswelle diente lediglich als Widerlager für das Hauptritzel, in welches das Getriebe des Antriebsmotors eingreift. Auch die Bremsen wirkten auf das Hauptritzel, nicht auf die Achswelle oder die Laufräder. Die Führung des Wagens im Gleis übernahmen in gewohnter Weise die Laufräder. Die Zahnstange hatte keine führende Funktion, sie übertrug nur die Druckkräfte. Wegen der Sicherheit und der gleichmäßigeren Verteilung der Kräfte besitzt jedes Triebfahrzeug einer Zahnradbahn zwei Hauptritzel.

## Ausstattung

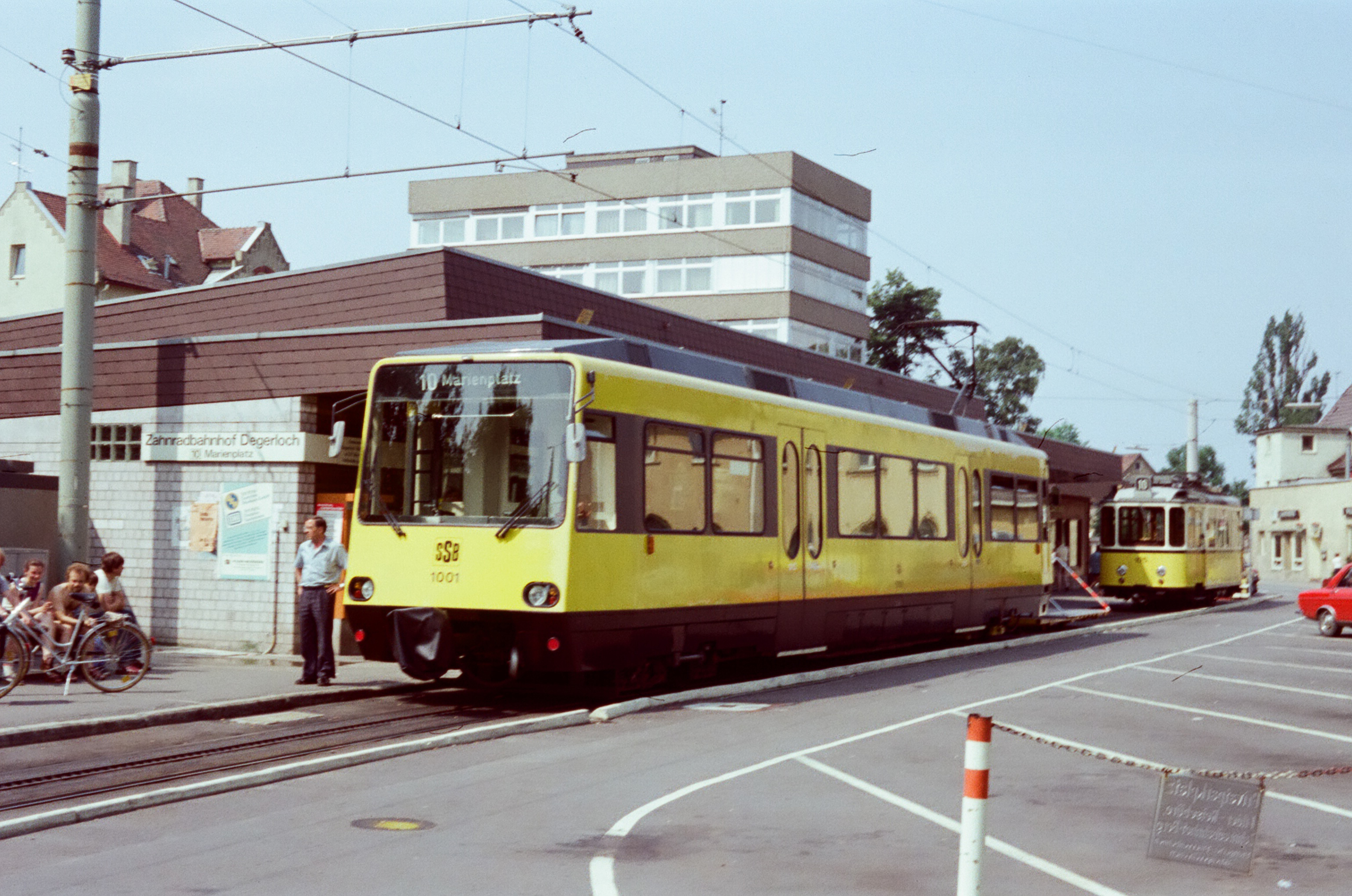
Wagen 1001 im Jahr 1983 am Zahnradbahnhof in Degerloch, damals noch mit Rollband

Der ZT 4 verfügte über 56 Sitz- und ebenso viele Stehplätze, die Innenraumaufteilung entsprach der des DT8 mit zwei abgetrennten, teilweise verglasten Fahrerkabinen, zwei doppelflügeligen Türen auf beiden Seiten und Anordnung der Sitzlehnen auf Höhe der Fensterholmen. Auch der ZT 4 ist ein Hochflurfahrzeug mit 1005 Millimeter Fußbodenhöhe, allerdings musste der Höhenunterschied mittels dreier fest eingebauter Trittstufen in den Türbereichen überwunden werden. Die ursprüngliche Farbgebung wich sowohl vom Serien-DT 8 als auch von den Prototypen ab: es wurden grüne Sitzpolster mit gelben Haltestangen und einem braunkarierten Textilteppich-Fußboden kombiniert, außen waren die Wagen schwarz im Unterbereich, cadmiumgelb an den Seiten und anthrazit an Fensterpartie und Dach lackiert.
Die Linien- und Zielbeschilderung erfolgte ursprünglich über Rollbänder an den Frontseiten, auf eine seitliche Beschilderung und eine innere Perlband-Anzeige wie beim DT 8 konnte verzichtet werden.

## Einsatz und schrittweise Modernisierung

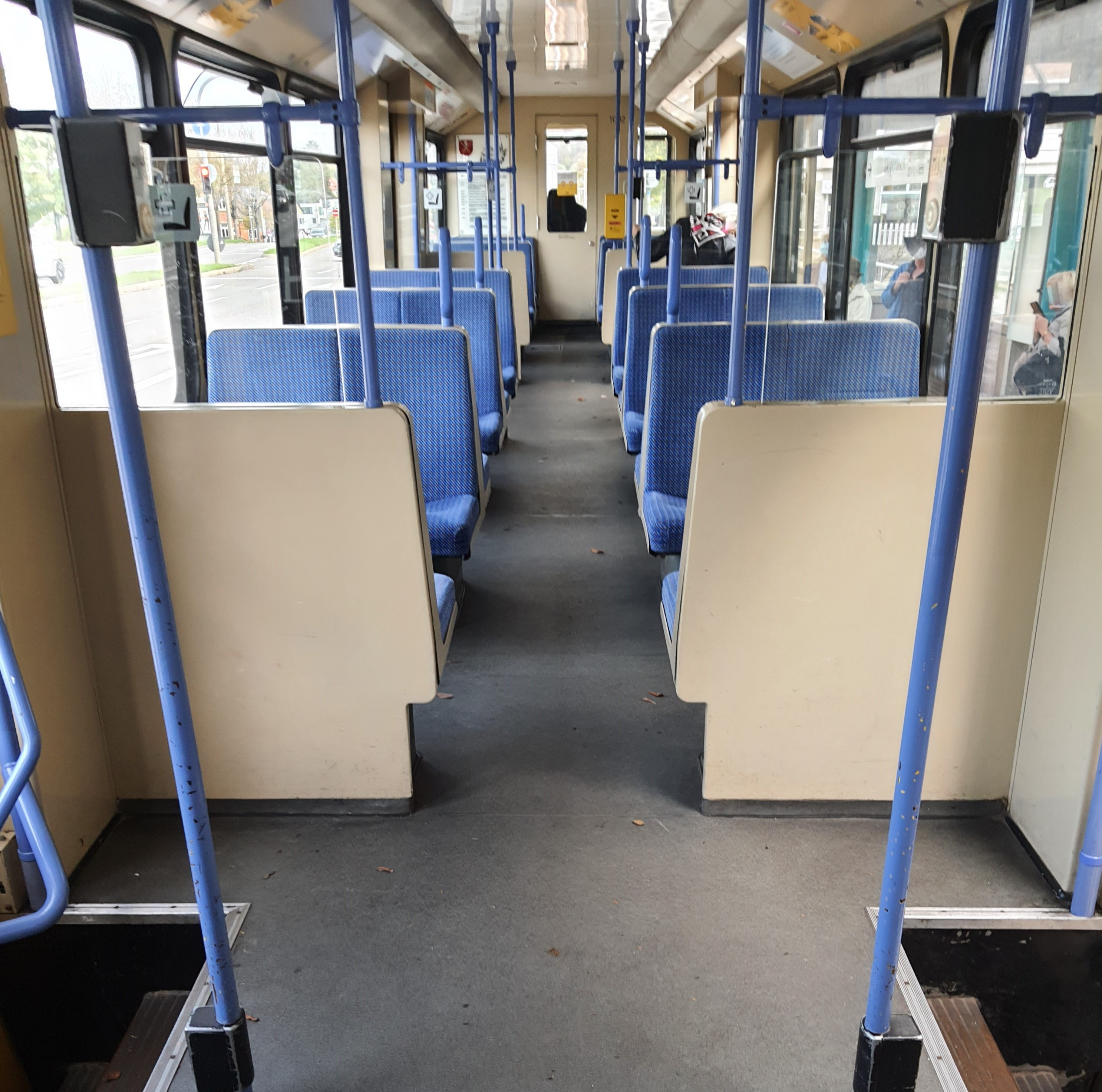
Innenraum des Wagens 1002 mit Türbereich, Kunststoffbodenbelag und blauen Sitzpolstern

Um den ZT 4 auf der Stuttgarter Zahnradbahnstrecke einsetzen zu können, musste diese zuvor grundlegend modernisiert werden. Dabei wurde unter anderem der Unterbau verstärkt, die leistungsschwache Doppelfahrleitung durch eine moderne Tragseilfahrleitung ersetzt und eine neue, längere Schiebebühne in den Betriebshof eingebaut. Der historische Zahnradbahnhof an der Filderstraße wurde zur modernen Abstellhalle für zwei ZT 4 umgestaltet, der dritte fand auf dem ertüchtigten Gleis 3 der südlichen Wagenhalle Platz. Die Werkstatthallen auf der Nordostseite wurden aufgegeben, hier zog einige Jahre später das Theater Rampe ein.
Gebaut wurden die Wagen vom damaligen Generallieferant Maschinenfabrik Augsburg-Nürnberg (MAN) im Werk Nürnberg. Zulieferer waren die damalige Schweizerische Lokomotiv- und Maschinenfabrik (SLM) Winterthur sowie der AEG-Konzern, Werk Berlin, für die Elektrotechnik.
Der erste ZT 4 mit der Nummer 1001 wurde am 3. August 1982 im Zahnradbahnhof Degerloch angeliefert. Nachdem am 23. August 1982 mehrere der verkauften Altbauwagen abtransportiert worden waren und so Platz geschaffen war, traf am 27. August 1982 der Triebwagen 1002 bei der Zahnradbahn, ebenfalls in Degerloch, ein. Unter großem öffentlichem Interesse wurden die Neubaufahrzeuge von den historischen Triebwagen 103 beziehungsweise 101 und 104 in den Betriebshof Marienplatz geschleppt. Die technische Abnahme der Wagen erfolgte durch das Eidgenössische Amt für Verkehr (BAV) nach Schweizer Sicherheitsbestimmungen, da es in Deutschland keine entsprechenden Vorschriften gab. Unmittelbar danach begannen die Probefahrten (teilweise mit den alten Vorstellwagen als Bremslast), und bereits am 11. und 12. September 1982 konnten die Wagen im Rahmen eines „Zacke-Festes“ der Öffentlichkeit vorgestellt werden.
Am 23. Oktober 1982 folgte schließlich Triebwagen 1003. Seither übernahmen sie Zug um Zug den Planverkehr auf der Zahnradbahn, allerdings musste wegen anfänglicher unvorhergesehener Schwierigkeiten der zum Verkauf vorgesehene Triebwagen 105 bis Ende 1983 als Betriebsreserve vorgehalten werden. Bei den Jubiläumsfeierlichkeiten 1984 erlitt schließlich der verbliebene Museumstriebwagen 104 einen Motorschaden. Seither können ausschließlich ZT 4 samt den zwischenzeitlich ausgelieferten Fahrradvorstellwagen auf der Strecke zum Einsatz kommen.
Die ZT 4 Nummer 1001 und 1002 tragen seit der Hundert-Jahr-Feier der Zahnradbahn im Jahr 1984 die Namen Heslach und Degerloch, Wagen 1003 wurde im Rahmen eines „Zacke-Festes“ am 6. Mai 1995 anlässlich des 111-jährigen Bestehens der Zahnradbahn auf den Namen Helene, nach der Degerlocher Wohltäterin Helene Pfleiderer, Tochter des Bauunternehmers Gustav Epple, getauft. Wagen 1001 trägt seit der Taufe das Wappen Stuttgarts (stellvertretend für das wappenlose Heslach), Wagen 1002 das Wappen Degerlochs und Wagen 1003 eine stilisierte Büste Pfleiderers in Seitenansicht.
Ab 1989 wurden als erster größerer Umbau Zug um Zug die störanfälligen elektrischen Schwingschiebetüren durch druckluftbetriebene Außenschwingtüren aus Kunststoff ersetzt, wie sie auch bei den DT 8 zur Anwendung kommen.

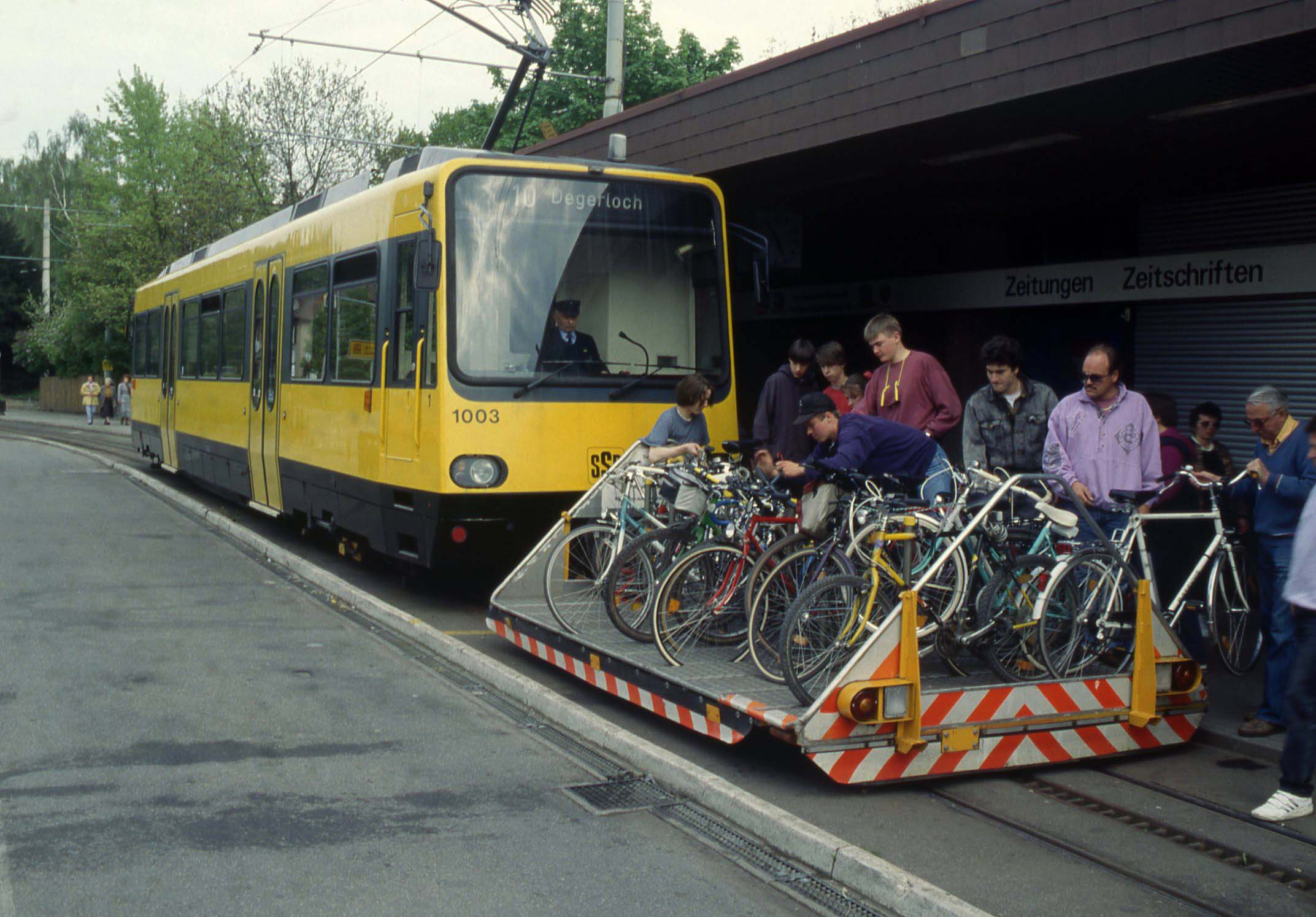
Wagen 1003 noch vor der Moderni-
sierung mit alter Farbgebung (1991)

Zwischen 1999 und 2003 wurden die Wagen in der SSB-Hauptwerkstatt in Möhringen nacheinander einer grundlegenden Modernisierung unterzogen, wodurch zeitweilig nur ein Zug im Halbstundentakt auf der Strecke verkehren konnte. Als erster Triebwagen kam ab Februar 2001 Triebwagen 1001 in diesem neuen Design zum Einsatz, wobei sich die Farbgebung mit durchgehend ginstergelb lackiertem Wagenkasten und nachtblauem Fensterband am Stadtbahntyp DT 8.10 orientierte. Des Weiteren wurde der Teppichboden durch einen Kunststoffbodenbelag wie bei der Stadtbahn ersetzt und die Fahrzeugtechnik unter anderem durch elektronische Antriebssteuerung und Installation des Zugbeeinflussungssystems ZUB und des Bordinformationssystems IBIS sowie Einbau eines Fahrtenschreibers modernisiert.
Nach entsprechender Sanierung der anderen beiden Triebwagen folgten in den nächsten Jahren im Rahmen von Werkstattaufenthalten weitere Veränderungen: Die ZT 4 erhielten wie auch die Stadtbahntypen DT 8.4-9 zweiteilige, blaue Sitzpolster; im Herbst 2008 wurden schließlich die Rollbänder zur Liniennummern- und Zielbeschilderung durch LED-Anzeigen ersetzt.

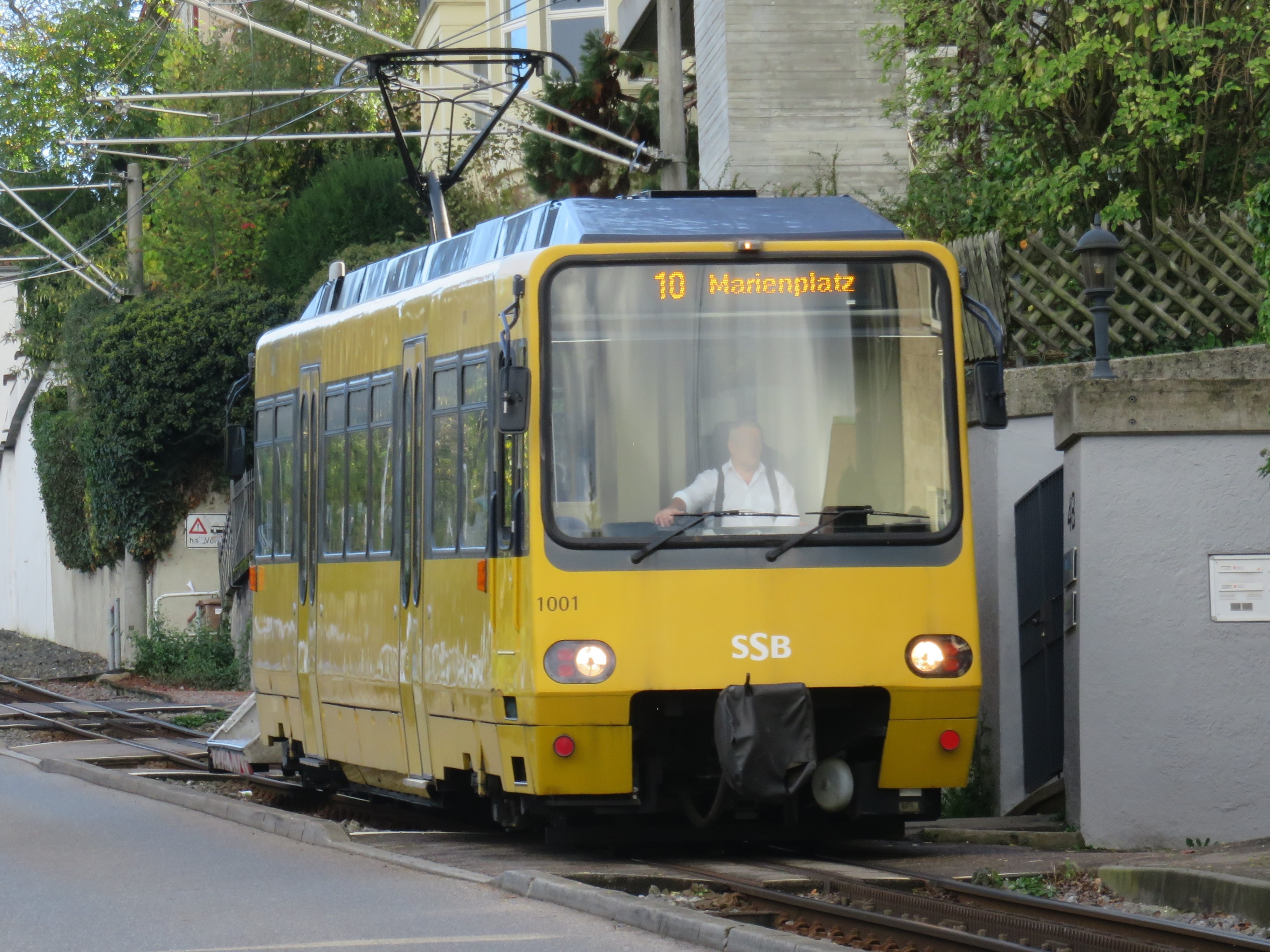
Wagen 1001 „Heslach“
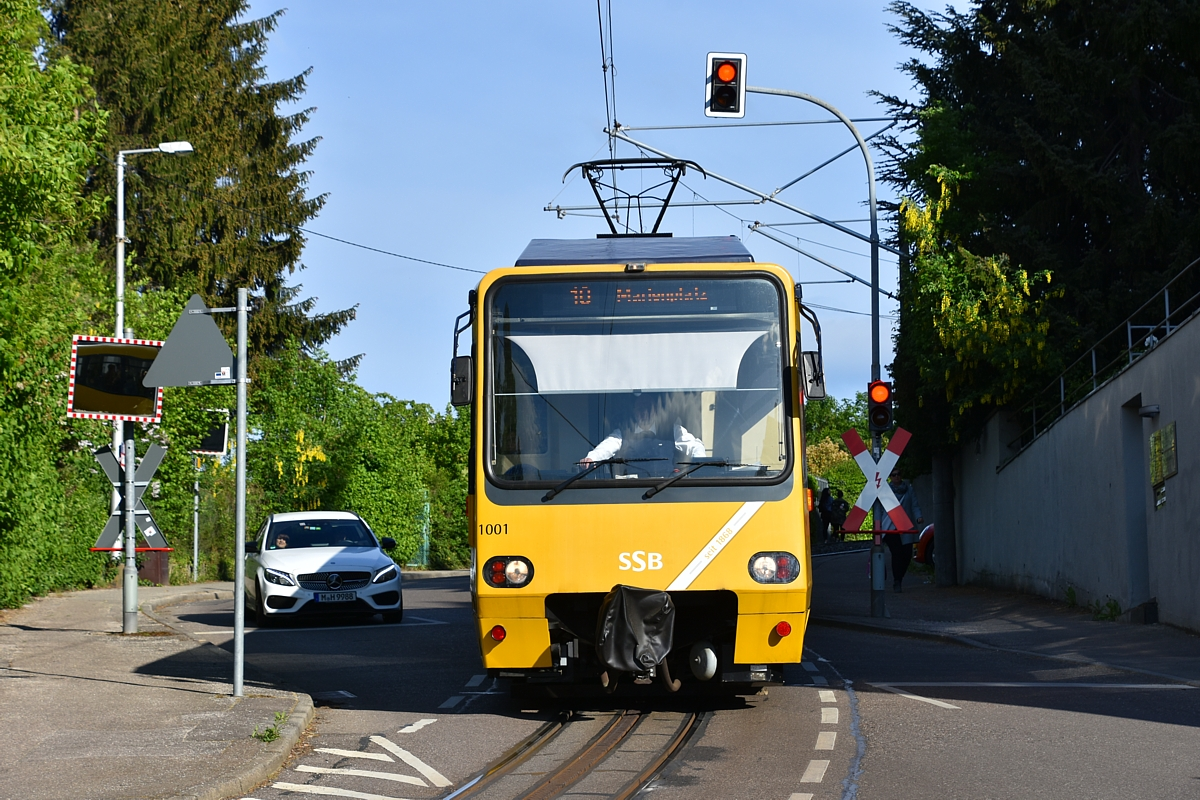
Wagen 1001, Frontansicht
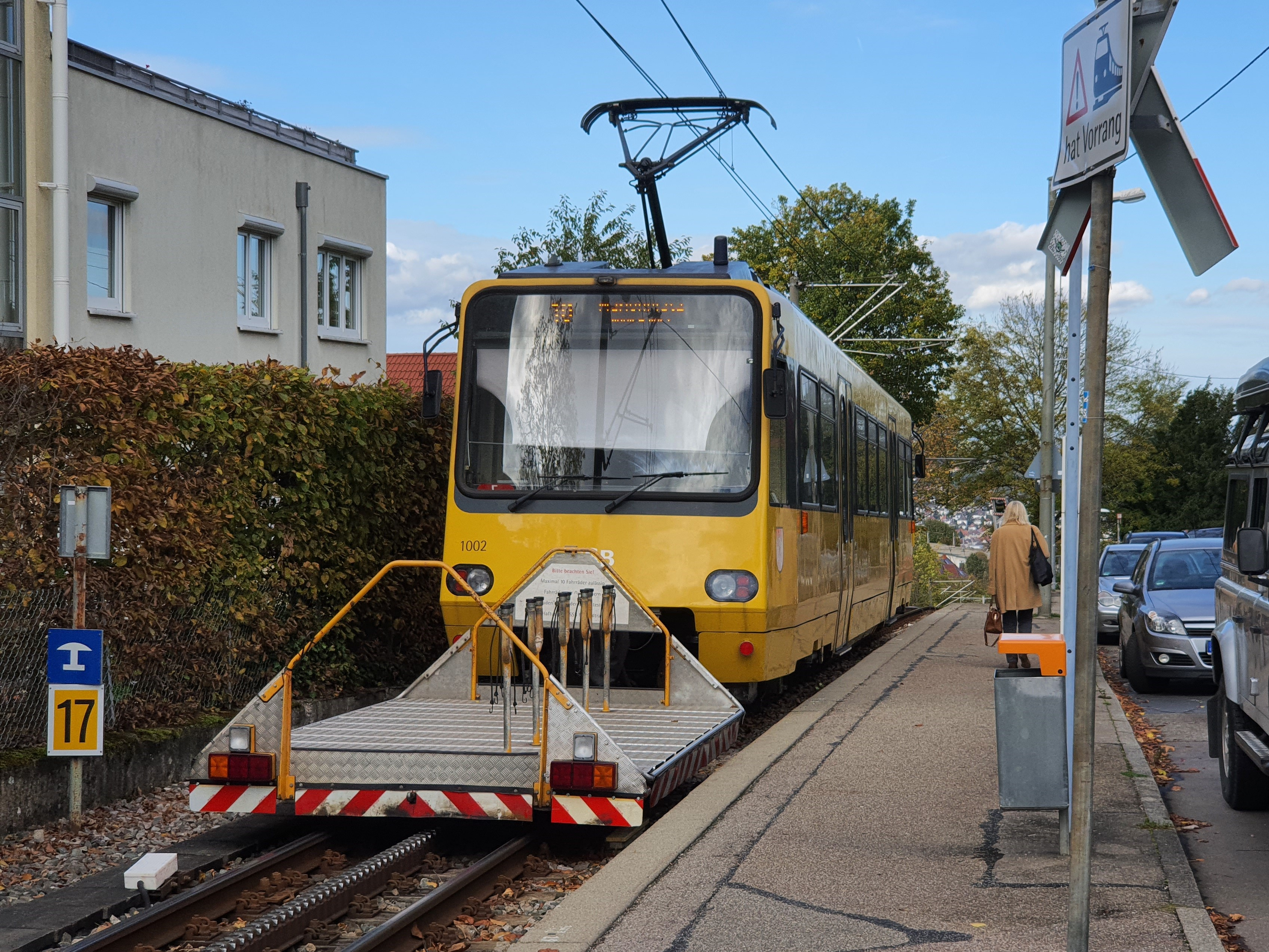
Wagen 1002 „Degerloch“
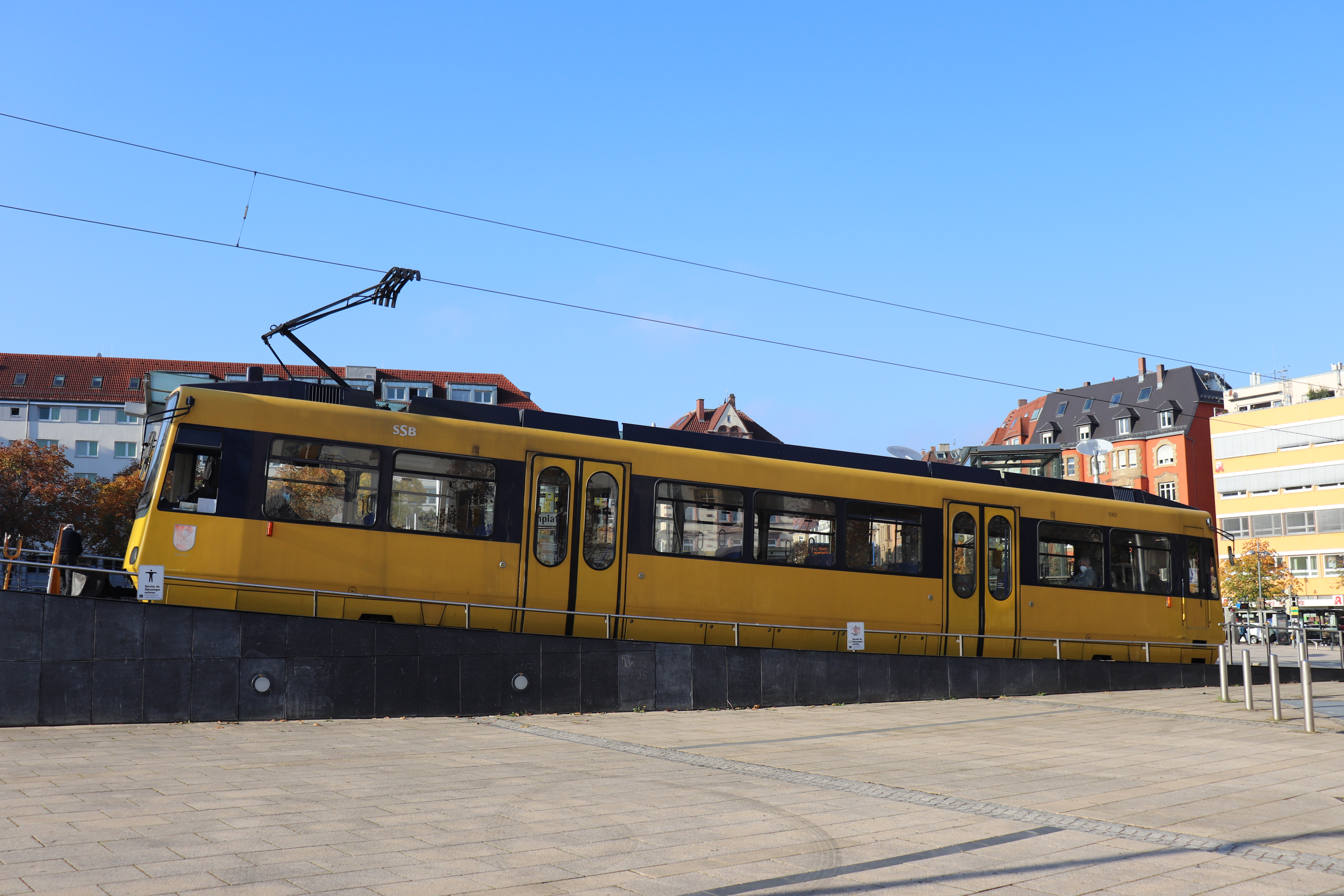
Wagen 1002, Seitenansicht
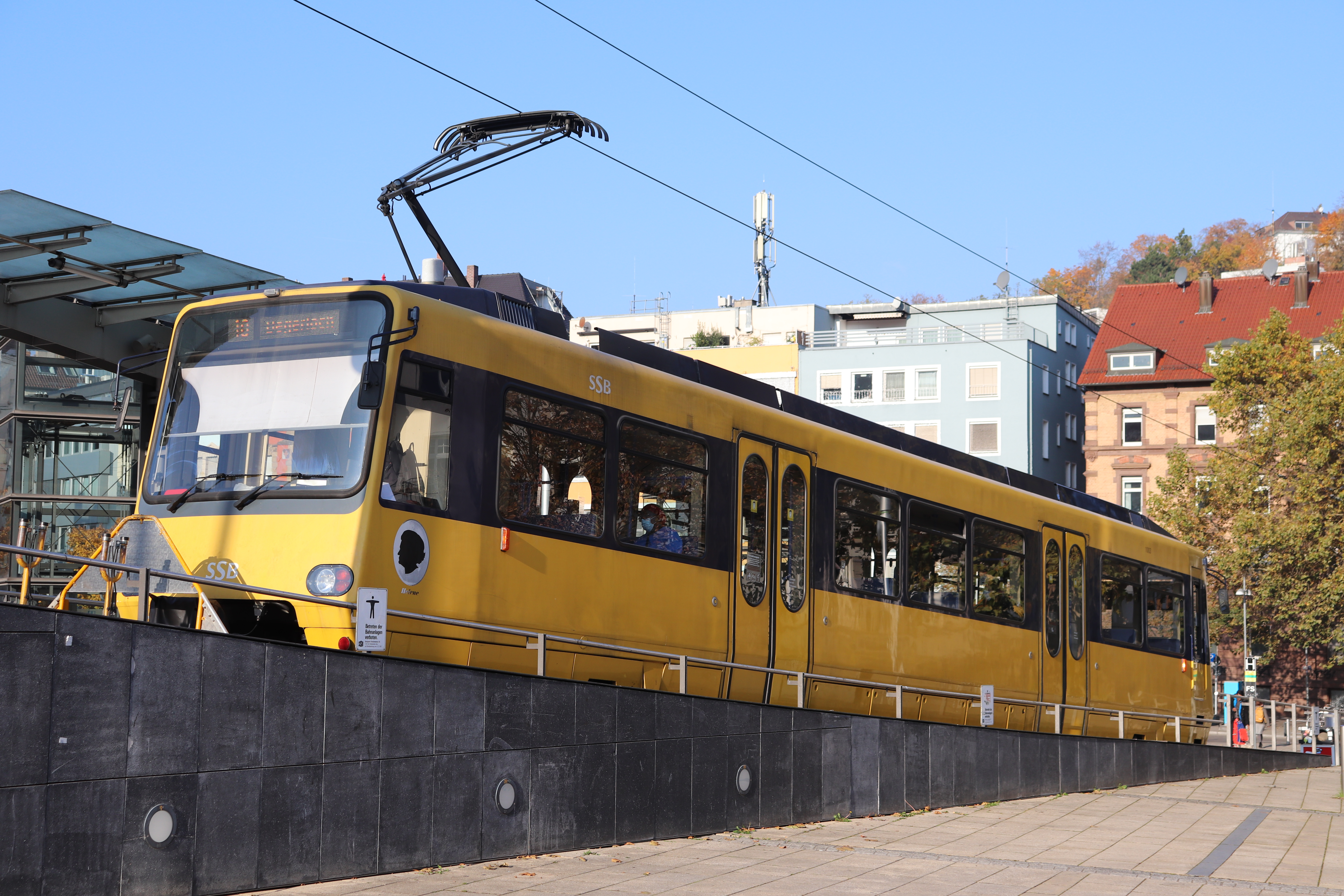
Wagen 1003 „Helene“
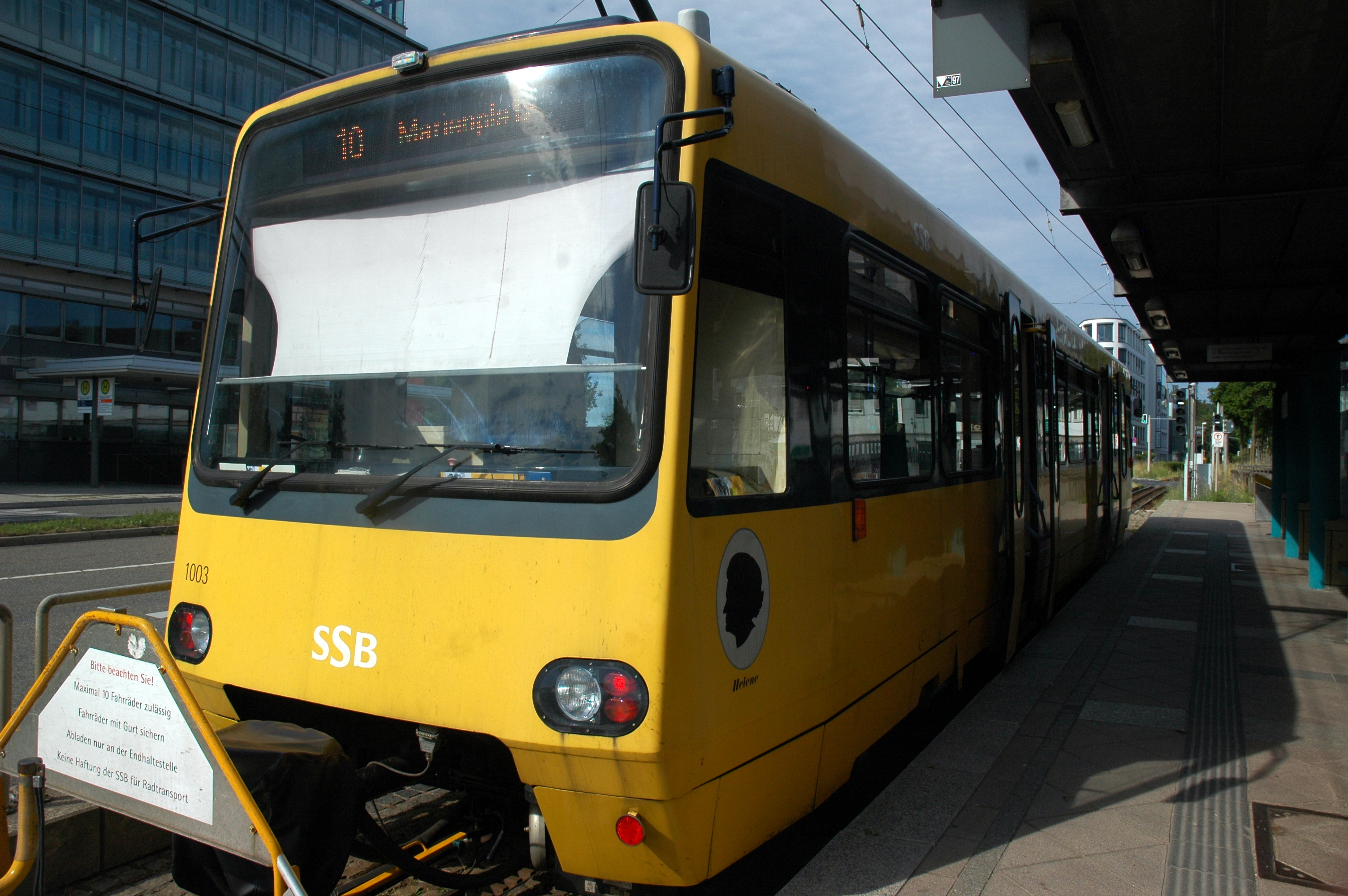
Wagen 1003, Nahansicht
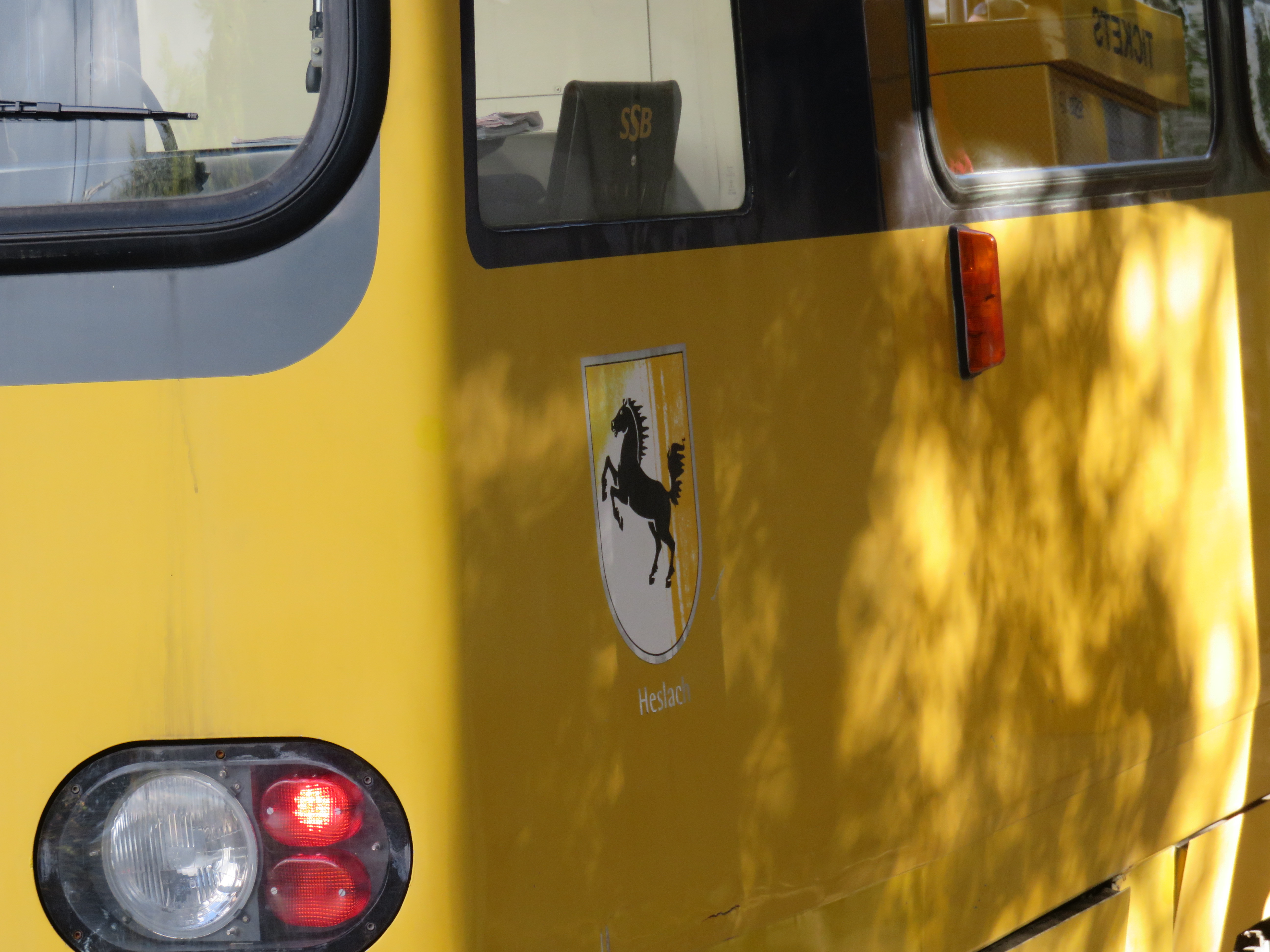
Seitliches Wappen des Wagens 1001

## Außerbetriebnahme und Verbleib
Ende 2018 bestellten die SSB Nachfolgefahrzeuge (genannt ZT 4.2) für die ZT 4, die laut den SSB das Ende ihrer technischen und wirtschaftlichen Lebensdauer erreicht hatten. In den letzten Betriebsjahren der ZT 4 gab es zunehmend Ausfälle und die Wagen seien „am Ende der Stetigkeit etlicher Baugruppen bei Druckluft oder Klimaanlage angekommen“. Außerdem mangele es an elektrischen Ersatzteilen und die Wagenkästen litten an Rost- und Korrosionsschäden. Dadurch sei zwar die Sicherheit nicht gefährdet, dennoch könnten die Wagen mit solchen Einschränkungen nicht mehr dauerhaft am Betrieb teilnehmen.
Als erstes Triebfahrzeug wurde Wagen 1003 „Helene“, der zuvor als Ersatzteilspender für die beiden anderen Wagen benutzt wurde, am 26. Juli 2022 außer Betrieb gestellt und mit einem Spezialtieflader in das Straßenbahnmuseum Stuttgart überführt. Dies geschah, um Platz für den gleichzeitig neu angelieferten Wagen 1103 der Nachfolgegeneration zu schaffen. Die Wahl auf Wagen 1003 als Museumsobjekt fiel vor allem, weil dieser technisch substanziell im besten Zustand für eine solche Verwendung ist. Das Fahrzeug wurde aufgrund der Zahnradtechnik und der beengten Verhältnisse im Museum im Depotteil der Anlage untergebracht und wird somit zunächst allerdings nur im Rahmen von Gruppenführungen zu sehen sein. Ab Dezember 2022 wurden planmäßig nur noch die neuen Fahrzeuge eingesetzt, dabei verblieb Wagen 1002 noch als Betriebsreserve auf der Strecke und hatte noch sporadische Einsätze, wenn nur einer der neuen Wagen zur Verfügung stand, während Wagen 1001 in die SSB-Hauptwerkstatt überführt und dort abgestellt wurde. Im Rahmen eines Familientages der SHB e. V. am 14. Mai 2023 rund um das Thema Zahnradbahn war letztmals der verbliebene Wagen 1002 auf der Strecke zwischen Betriebshof und Degerloch im Einsatz.
In ihrer gesamten Betriebszeit liefen die Wagen etwa 772.250 Kilometer (TW 1002), 898.817 Kilometer (TW 1003) und 1.293.842 Kilometer (TW 1001).
Die Wagen 1001 und 1002 wurden im Oktober 2022 zum freien Verkauf für jedermann angeboten, dabei veranschlagte die SSB für Kaufpreis und Transport Gesamtkosten zwischen 10.000 und 20.000 Euro. Wagen 1002 wurde zum 26. Juli 2023 zum privaten Museum Kiemele in Seifertshofen überführt, wo auch schon Wagen 103 der letzten Generation untergebracht ist. Auch bei Wagen 1001 gab es Gespräche über einen Erhalt mit einem privaten Interessenten. Sollte sich kein Käufer finden, ist eine Verschrottung der Wagen vorgesehen. 

## Fahrradvorstellwagen
Angesichts des in den 1980er Jahren immer größer werdenden Stellenwertes des Fahrrads als Verkehrsmittel, kam noch während des Baus der Triebwagen die Idee auf, auch den Radfahrern eine Erleichterung zu bieten, denn in der Vorgängergeneration war gar keine Fahrradmitnahme möglich. Da in den bereits im Bau befindlichen Triebwagen jedoch keine Fläche dafür verfügbar war, beauftragte man den damaligen Fahrzeugbauer Waggon Union Berlin mit dem Bau zweier separater zweiachsiger Transportwagen, die den Triebwagen „vorgestellt“ werden sollten. Da sich die Wagen als zu leicht und zu laut erwiesen, schuf die SSB zunächst einen dritten Wagen in geänderter Bauweise selbst. Nachdem sich dies bewährte, baute sie die beiden anderen Fahrzeuge nach und nach im Eigenbau neu. Insgesamt existieren somit drei Fahrradvorstellwagen mit den Betriebsnummern 1980 (Baujahr 1983), 1981 (Baujahr 1983) und 1982 (Baujahr 1986).
Zusammen mit den ZT 4 wurden auch die zugehörigen Vorstellwagen außer Betrieb gestellt und ersetzt. Während einer zu Triebwagen 1003 ins Stuttgarter Straßenbahnmuseum kommen soll, gehen die beiden anderen an das Bergische Straßenbahnmuseum bei Wuppertal, das damit eine Fahrradmitnahme auf seiner Strecke ermöglichen will.

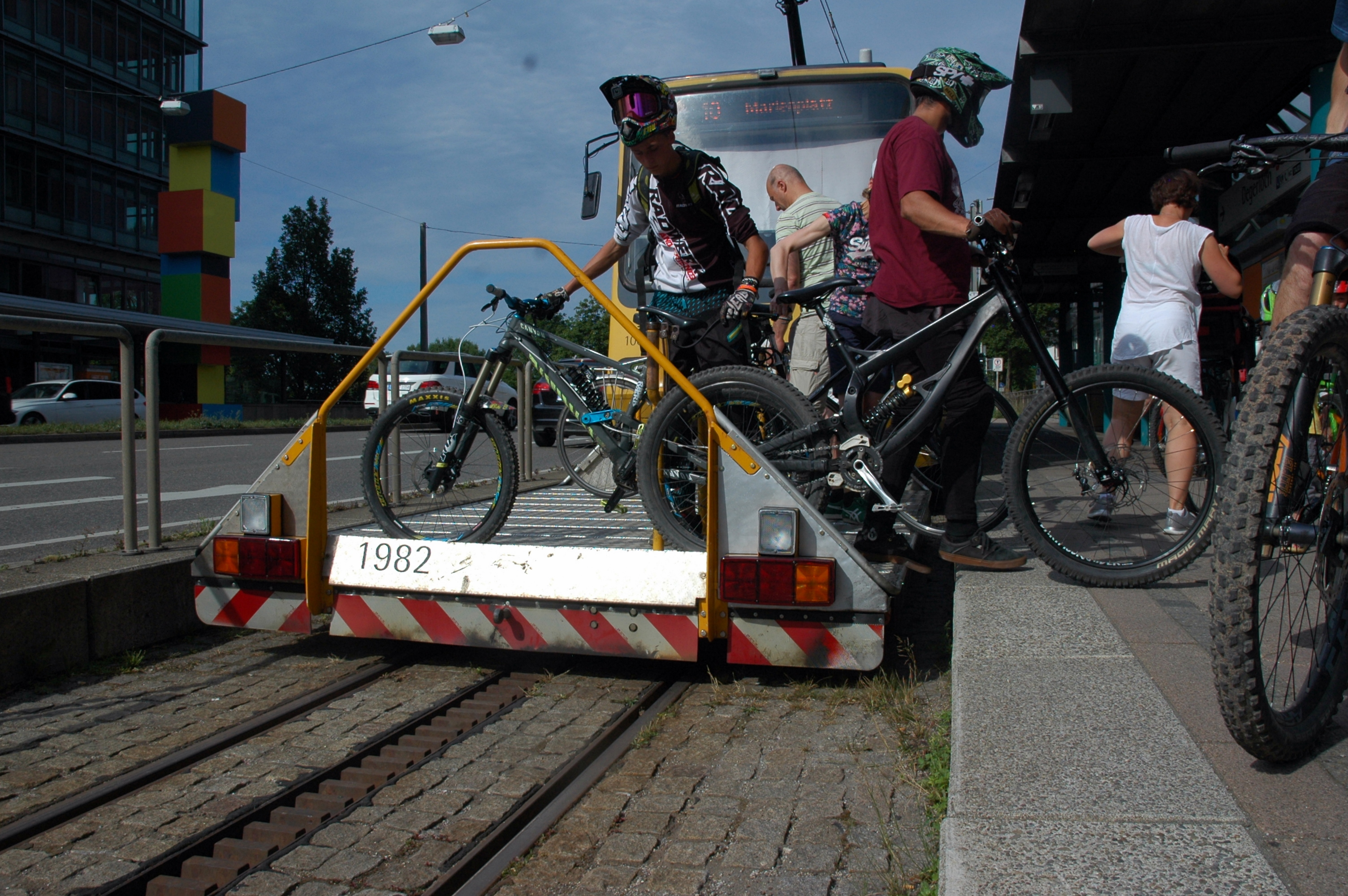
Entladung des Vorstellwagens 1982 in Degerloch (2017)
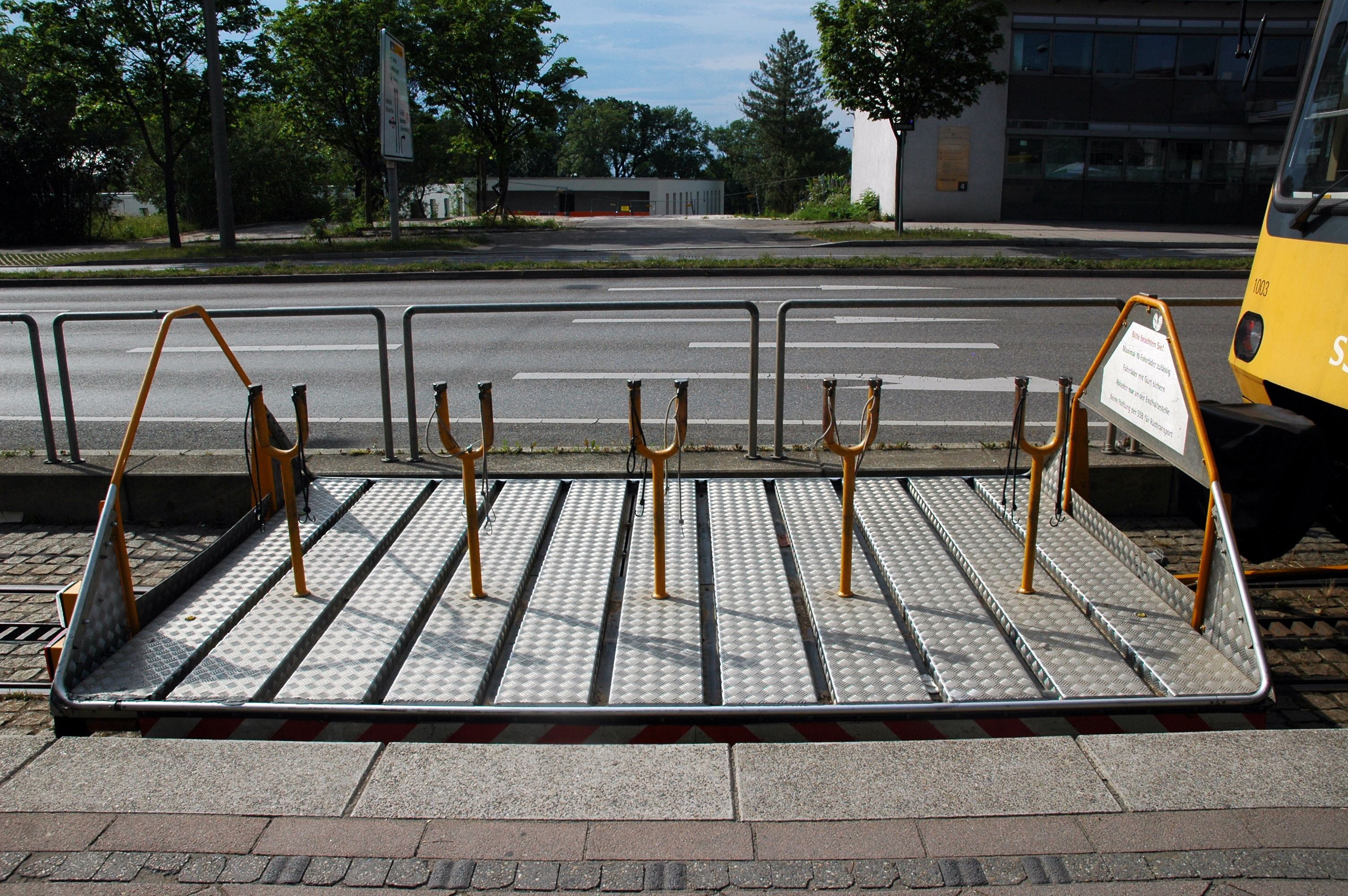
Leerer Vorstellwagen, Seitenansicht (2017)
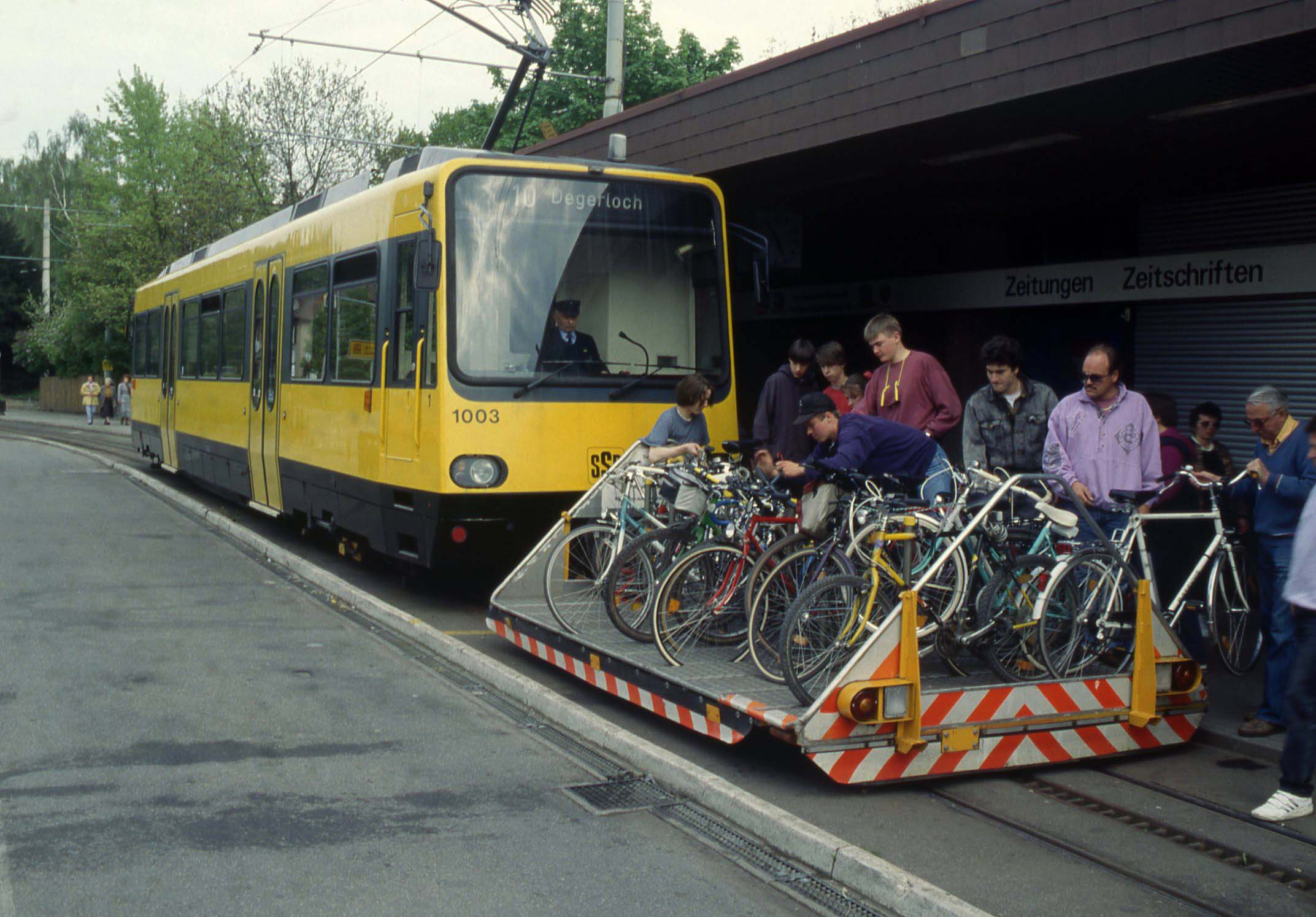
Vorstellwagen der alten Bauweise (1991)
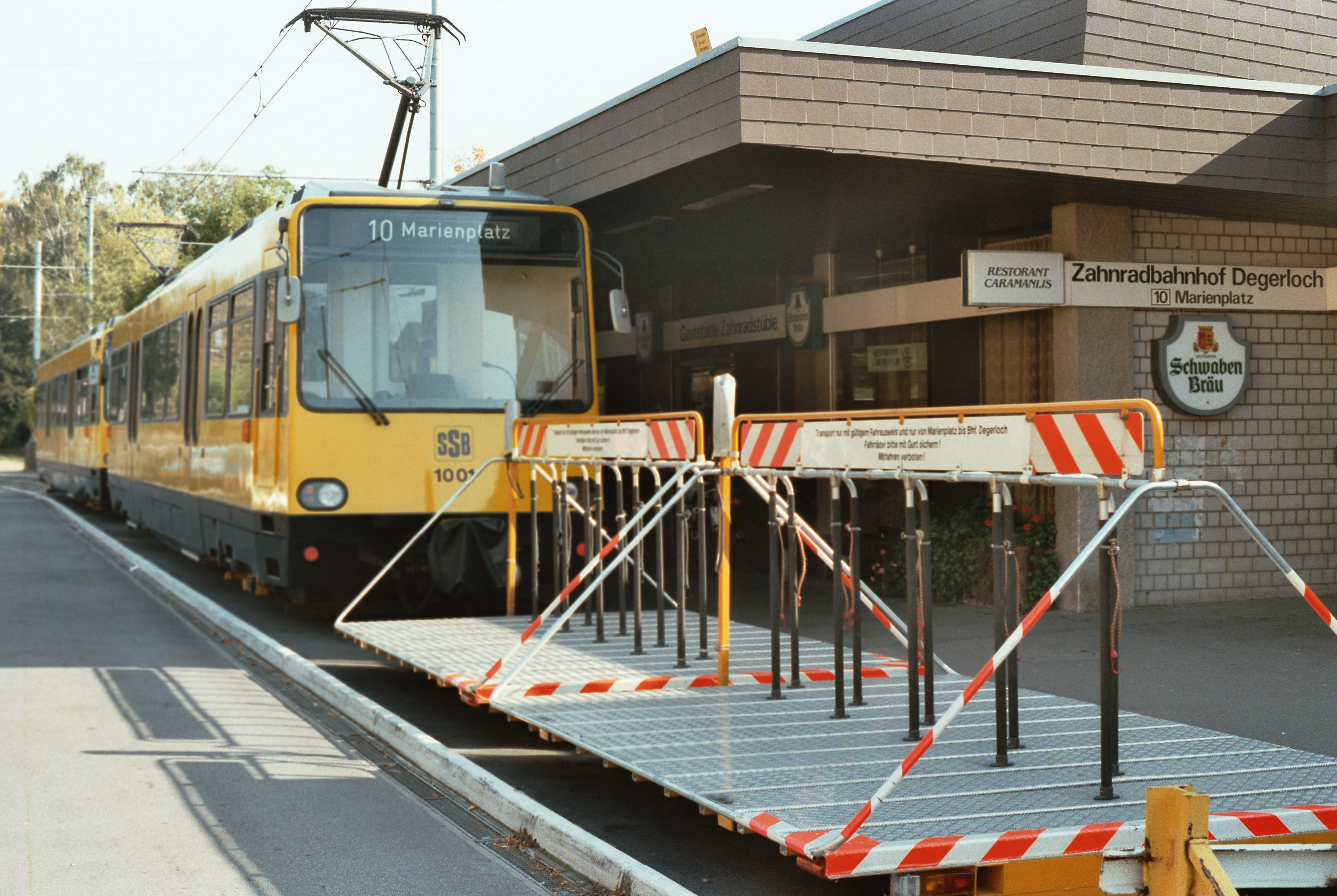
Zwei der damals neuen Vorstellwagen am Zahnradbahnhof in Degerloch (1983)